# Tating Sogn
Tating Sogn (på tysk Kirchspiel Tating) er et sogn i det sydvestlige Sydslesvig, tidligere i Udholm Herred (Landskabet Ejdersted), nu i Tating Kommune i Nordfrislands Kreds i delstaten Slesvig-Holsten. 
I Tating Sogn findes flg. stednavne:
- Byttel
- Esing
- Est (Ehst)
- Heveracker
- Medehop
- Tating
- Tolletorp (Tolendorf)
- Vilhelminekog
- Østerende